# St. Johannes der Täufer (Greffen)
St. Johannes der Täufer ist eine katholische Filialkirche der Pfarrei St. Lucia  im ostwestfälischen Greffen, einem Ortsteil von Harsewinkel in Nordrhein-Westfalen, Bundesrepublik Deutschland.

## Geschichte

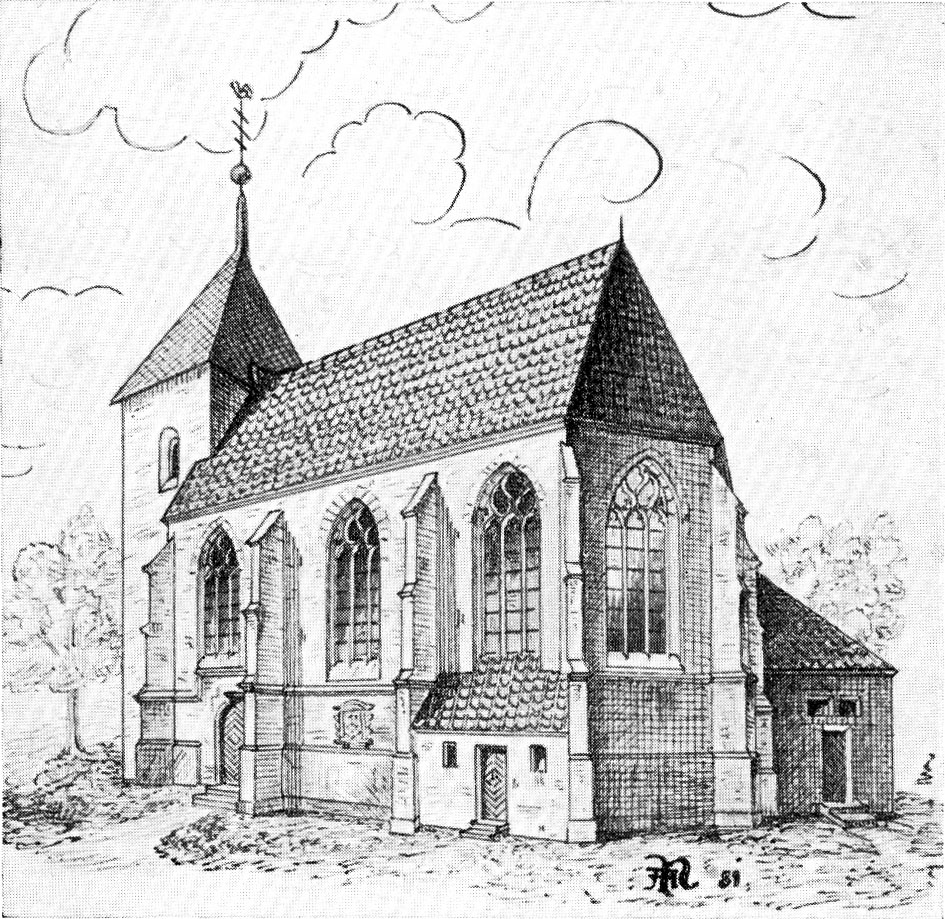
Vorgängerbau der Kirche der 1899–1911 erweitert wurde

Bischof Robert (1042–1063) schenke den Greffener Haupthof dem Domkapitel. Über ihn verfügte der Münsteraner Domdechant, der vermutlich um 1100 das erste Gotteshaus in Greffen errichten ließ. Das münsterische Domkapitel gründete die romanische Holzkirche mit einer Flachdecke als Eigenkirche. Direkt an den Außenmauern der Kirche befand sich der Friedhof.
Bereits 100 Jahre später, also etwa um 1200, ist für Greffen eine erste Steinkirche mit mächtigem Turm nachgewiesen. Eine Urkunde von 1229 erwähnt erstmals einen Pfarrer in Greffen, den Pleban Godeschalk. 1287 wurde die Gemeinde Greffen dem benachbarten Kloster Marienfeld unterstellt. Pfarrer und Kapläne waren von nun an meistens Mönche des Klosters.
Um 1500 wurde die Pfarrkirche erneuert und es entstand eine spätgotische Saalkirche. Aus dieser Zeit sind noch heute ein Vesperbild und das Taufbecken erhalten. Um 1750 wurde die barocke Ausstattung – ein Hochaltar, eine Kanzel und eine Strahlenmadonna – in die Kirche eingebracht.
1803 hob der Reichsdeputationshauptschluss das Kloster Marienfeld auf und die Gemeinde Greffen wurde wieder selbstständig. Ab 1822 wurden die Verstorbenen der Gemeinde nicht mehr auf dem Kirchhof, sondern auf dem neuen Friedhof an der Haller Straße beigesetzt.
Die Pfarrgemeinde Greffen wuchs stetig und so kam es von 1899 bis 1911 zu einer großzügigen Erweiterung des Kirchbaus. Nach Plänen von Hilger Hertel blieben der Chor und zwei Gewölbe des Mittelschiffes erhalten und ein weiteres Gewölbe sowie zwei Seitenschiffe wurden angebaut. Gleichzeitig erhielt die nun dreischiffige Hallenkirche einen neuen Kirchturm mit einer Höhe von 45,7 Metern.
1982 ließ die Pfarrgemeinde den Innenraum sowie Hochaltar und Kanzel restaurieren. 1986 wurde der Auftrag für eine neue Orgel vergeben. Im Jahr 2008 konnte mit Unterstützung durch die Stadt Harsewinkel der Kirchplatz erneuert werden. Die Johannes-Kirche als Baudenkmal ist das älteste erhaltene Zeugnis der Greffener Geschichte.
Zum 27. April 2014 hob Bischof Felix Genn die Pfarrei St. Johannes der Täufer Greffen auf und errichtete die Pfarrei St. Lucia in Harsewinkel. Die ehemalige Pfarrkirche wurde zur Filialkirche erhoben.

## Ausstattung

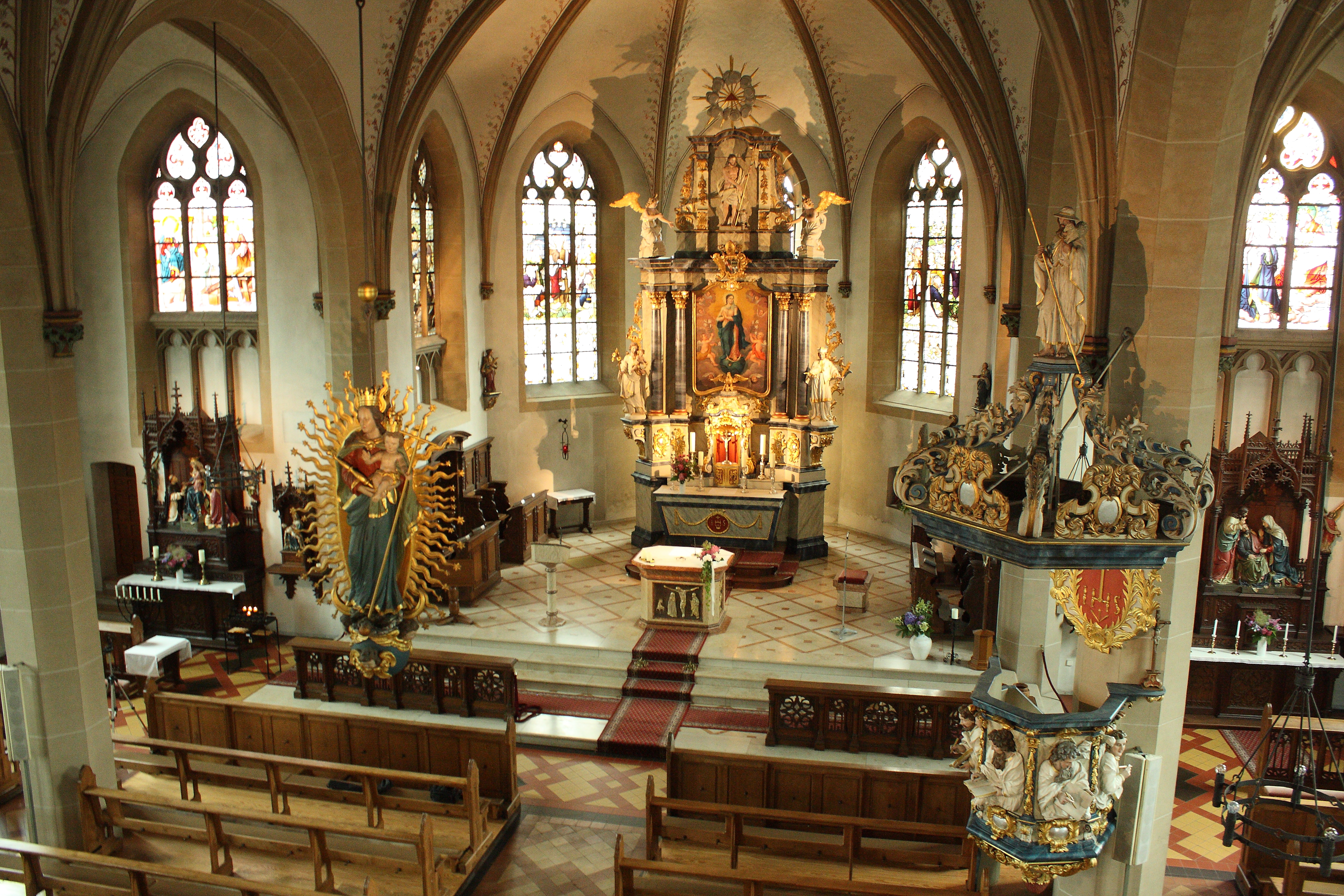
Innenraum der Kirche

Zur Ausstattung der Kirche zählt der Hochaltar, dessen Aufsatz bis an das Chorgewölbe reicht. Das Altargemälde zeigt die Immaculata. An den Säulen stehen auf Konsolen links Joseph mit dem Jesuskind, rechts Johannes Nepomuk. Oben thront der Patron Johannes der Täufer. Der Altar wird vom Auge Gottes in einem Wolkenkranz bekrönt. Den Altar ziert das Wappen des Marienfelder Abtes Ferdinandus Oesterhoff, so dass anzunehmen ist, dass der Altar in der ersten Hälfte des 18. Jahrhunderts entstand.
An der Kanzel sind Figuren der vier Evangelisten mit ihren Attributen zu sehen. Verziert sind die Zwischenräume mit Weinranken, die unterhalb des Kanzelkorbes in eine Traube münden. Unter dem Kanzeldeckel schwebt eine Taube als Zeichen des Heiligen Geistes. Die Kanzel entstand in derselben Zeit wie der Hochaltar und die Immaculata mit einer Strahlenglorie.
Im Zuge der Erneuerung der Kirche 1899 wurde die Ausstattung um zwei neugotische Seitenaltäre ergänzt. Der Marienaltar auf der Nordseite ist der Thematik des Rosenkranzgebetes gewidmet. Ihm entspricht die Ausstattung mit einer Marienstatue sowie einer Darstellung des Hl. Dominikus und des Papstes Sixtus IV. – beide engagierte Förderer des Rosenkranzes. Der Altar im südlichen Seitenschiff ist der Darstellung des Todes des Hl. Joseph gewidmet, der von Engeln mit Krone, Palme und einem Spruchband mit der Aufschrift Sancte Joseph, ora pro nobis flankiert wird.
Ältester Bestandteil der Ausstattung ist die Pietà, das Vesperbild aus Baumberger Sandstein, entstanden um 1440, das schon in der romanischen Vorgängerkirche verehrt wurde. Der um 1500 gefertigte Taufstein entspricht der zu dieser Zeit üblichen Pokalform. Er befindet sich in der Taufkapelle im Turm der Kirche, deren Spitzbogenfenster Bilder der Taufe Jesu, des Hl. Bonifatius und des ersten Bischofs von Münster, Liudger, zeigen.
Nach den Vorgaben des Zweiten Vatikanischen Konzils wurde im Chorraum ein Zelebrationsaltar aus Baumberger Sandstein installiert, dessen Gestaltung auf den barocken Hochaltar Bezug nimmt. Seine vier Seiten werden von feuervergoldeten Flachreliefs geziert. Die Vorderansicht stellt in Abwandlung des Deesismotives die Gottesmutter Maria mit dem Kirchenpatron Johannes dem Täufer unter dem Kreuz dar.

### Orgel

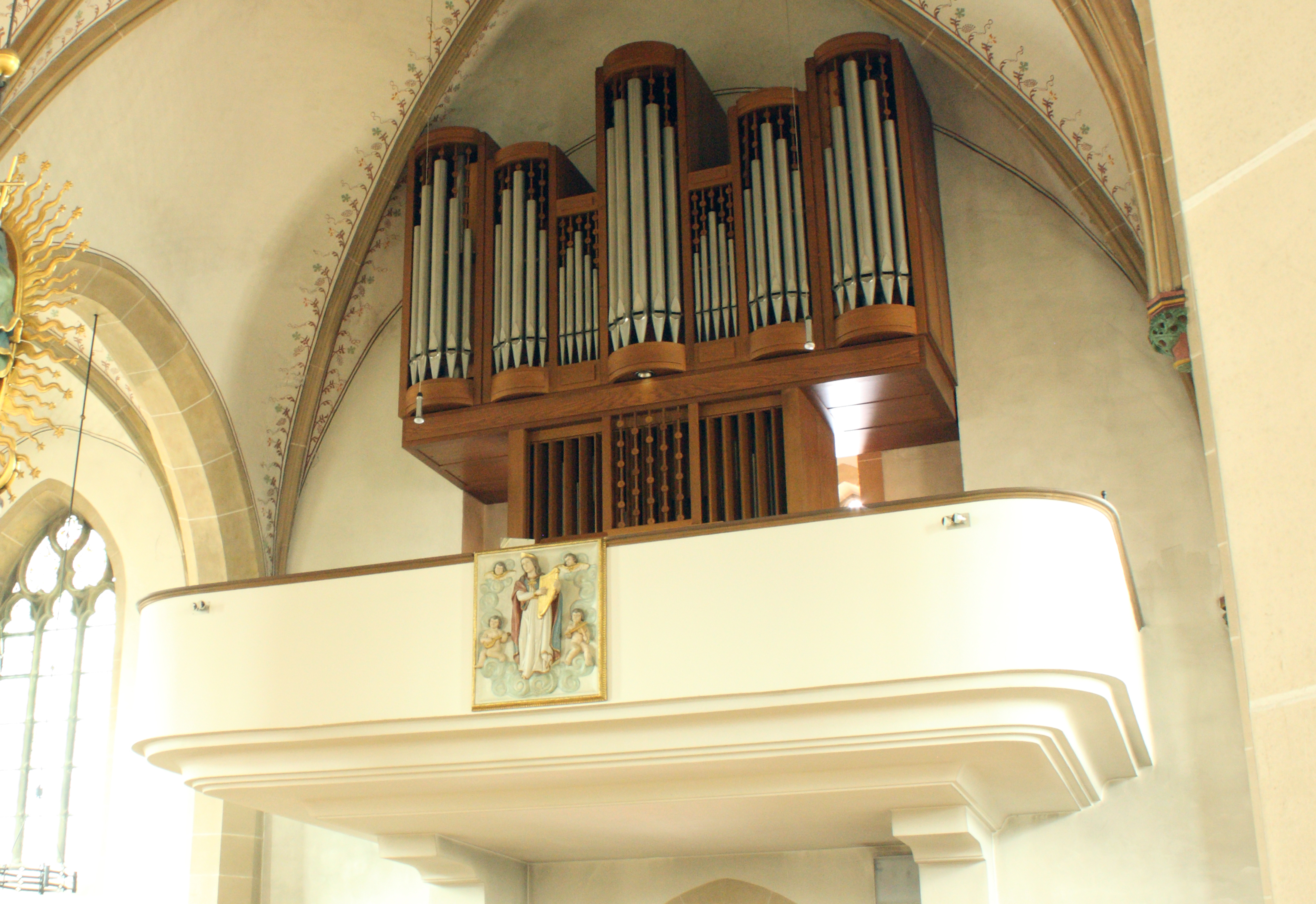
Breil-Orgel von 1987

Die früheste Erwähnung einer Orgel stammt aus dem Jahre 1836. In der Chronik des Amtes Harsewinkel ist verzeichnet, dass das Instrument in diesem Jahr durch einen Warendorfer Orgelbauer repariert wurde. 1921 wurde durch die Orgelbauwerkstatt Anton Feith jun. und Franz Eggert, Paderborn, eine neue zweimanualige Orgel (Opus 288) mit 18 Registern erbaut. Die Steuerung der Spieltraktur erfolgte durch eine pneumatische Kegellade. Die Orgel besaß 1210 Pfeifen. Ihre Disposition lautete:
| I Manual C–f3   |       |
| Prinzipal       | 8′    |
| Gedeckt         | 8′    |
| Dolze           | 8′    |
| Gamba           | 8′    |
| Octav           | 4′    |
| Sesquialter III | 2 ⁄3′ |
| Trompete        | 8′    |

| II Manual C–f3  |       |
| Geigenprinzipal | 8′    |
| Quintatön       | 16′   |
| Hohlflöte       | 8′    |
| Aeoline         | 8′    |
| Vox coelestis   | 8′    |
| Traversflöte    | 4′    |
| Fugara          | 4′    |
| Mixtur IV       | 2 ⁄3′ |

| Pedal C-d1  |     |
| Subbass     | 16′ |
| Violoncello | 8′  |
| Tuba        | 8′  |

Mitte der 1980er Jahre war die romantische Feith-Orgel aufgrund ihrer Störanfälligkeit nicht mehr spielbar, sodass sich die Gemeinde zu einem Neubau mit der Orgelbaufirma Breil aus Dorsten entschloss. Am 1. Februar 1987 wurde die Orgel eingeweiht. Sie besitzt 22 Register (1402 Pfeifen), verteilt auf zwei Manuale und Pedal. Die Spieltraktur ist mechanisch (Schleiflade), die Register werden elektromagnetisch gesteuert. Ihre Disposition lautet:
| I Hauptwerk C–g3 |       |
| Bordun           | 16′   |
| Prinzipal        | 8′    |
| Rohrflöte        | 8′    |
| Oktave           | 4′    |
| Blockflöte       | 4′    |
| Superoktav       | 2′    |
| Mixtur IV        | 1 ⁄3′ |
| Trompete         | 8′    |

| II Schwellwerk C–g3 |       |
| Holzgedackt         | 8′    |
| Salicional          | 8′    |
| Prinzipal           | 4′    |
| Spitzflöte          | 4′    |
| Waldflöte           | 2′    |
| Sesquialtera II     | 2 ⁄3′ |
| Quinte              | 1 ⁄3′ |
| Zimbel III          | 1⁄2′  |
| Hautbois            | 8′    |

| Pedalwerk C–f1 |     |
| Subbass        | 16′ |
| Oktavbass      | 8′  |
| Gedackt        | 8′  |
| Choralbass     | 4′  |
| Posaune        | 16′ |

### Glocken
In einem Visitationsbericht des Jahres 1662 wird die Existenz dreier Glocken erwähnt. Die beiden ältesten stammen aus dem Jahr 1407, eine weitere wurde 1515 von Wolter Westerhus aus Münster gegossen. Sie ist mit Münzabdrücken, profilierten Perlschnüren und Rosetten geziert. Eine der beiden ältesten Glocken wurde 1697 umgegossen. Im Jahr 1785 wurden zwei neu gegossene Glocken installiert, für die zwei alte Glocken das Material geliefert haben. Bei einer Glockenvisitation im Ersten Weltkrieg besaß die Kirche drei Glocken – eine von 1515, zwei von 1785 – von den beiden letzteren musste die größere 1917 und die kleinere 1942 kriegsbedingt abgeliefert werden. Nach dem Ende des Krieges fand der Greffener Unternehmer Bernhard Claves sen. die 1942 abgelieferte Glocke zusammen mit 137 weiteren auf dem Hamburger Glockenfriedhof wieder und ließ sie per Schiff über die Ems zurückbringen. Inzwischen waren bereits drei neue Glocken bei der Gießerei Petit & Edelbrock in Gescher in Auftrag gegeben worden. Am 31. Juli 1946 wurden die neuen Glocken auf dem Kirchplatz geweiht und durch die Lieferfirma installiert. Hierzu musste der Glockenstuhl (ursprünglich aus Holz) mit einer Stahlkonstruktion ausgebaut werden.
| Nr. | Name             | Gussjahr | Durchmesser (mm) | Masse (kg) | Schlagton (HT-1/16) | Künstler                                                   | Inschrift |
| --- | ---------------- | -------- | ---------------- | ---------- | ------------------- | ---------------------------------------------------------- | --- |
| 1   | Herz-Jesu-Glocke | 1946     | 136 cm           | 1650 kg    | d'                  | Petit & Gebr. Edelbrock                                    | Dank und Ehre Gott dem Herren für gnädigen Schutz in großer Bedrängnis |
| 2   | Marienglocke     | 1515     | 103 cm           | 622 kg     | f'                  | Wolter Westerhus, Münster                                  | Est Maria nomen mihi. Sacros pulsor in usus, cogo sonans homines ad pietatis opus. Anno domini MCCCCXV; ferner Münzabdrücke, profilierte Reifen, Perlschnüre und Rosetten |
| 3   | Johannesglocke   | 1946     | 100 cm           | 630 kg     | g'                  | Petit & Gebr. Edelbrock, Gescher                           | In Dank und Liebe gedenken wir unseres Bischofs Clemens August Cardinal v. Galen. † 22. 3.1946 er ruhe in Frieden |
| 4   | Josephsglocke    | 1946     | 86 cm            | 424 kg     | a'                  | Petit & Gebr. Edelbrock, Gescher                           | Religion und Arbeit sind der Boden des Volkes. Bernhard Claves sen. 1946 |
| 5   | Johannesglocke   | 1785     | 77 cm            | 310 kg     | b'                  | Andreas Mabilot, Münster oder Feldmann & Marschel, Münster | Sub reverendissimo domino Stephano Abbate et Archidiacono reversus dominus E. Veldwisch Pastor, F. Budde, C. Meyer et P. Beermann praepositi in honorem Sancti Johannis baptistae ecclesiae in Greffensis patroni me refundebant per artificem A. Mabillo monasteriensem (frei übersetzt: Als Stephanus Abt und Archidiakon, E. Veltwisch Pastor, F. Budde, C. Meyer und P. Beermann Kirchenvorstandsmitglieder waren, wurde ich neu gegossen durch A. Mabilot in Münster am 4. September 1785) |

Die Glocke 5 wurde ursprünglich 1697 oder 1695 von Andreas Mabilot in Münster gegossen. Mit denselben Daten findet sich in der Literatur auch eine Bronzeglocke von 1953, die von Feldmann und Marschel in Münster gegossen wurde.

## Pfarrer
- um 1229: Pleban Godeschalk
- 1630–1650: Henricus Bödeker, Mönch im Kloster Marienfeld
- 1895–1911: Johannes Gedecke
- 1971–1990: Ludwig Löbbert
- 1990–1995: Franz-Herbert Westerwinter

Nach der Verabschiedung von Pfarrer Westerwinter im März 1995 wurde die Pfarrstelle nicht neu besetzt. Es wurde beschlossen, dass die Gemeinde St. Johannes mit der Gemeinde St. Paulus unter der Leitung eines Pfarrers zusammenarbeiten soll. Seit der Gründung einer gesamtstädtischen Pfarrei, bestehend aus St. Lucia Harsewinkel, St. Paulus Harsewinkel, St. Marien Marienfeld und St. Johannes Greffen, ist der Pfarrer in St. Lucia auch Pfarrer in Greffen.
- 1995: Günther Lube
- 1995–2003: Raimund Uhling
- 2003–2017: Wim Wigger
- seit 2017: Marc Heilenkötter